# Jimmy Van Alen
Pour les articles homonymes, voir Jimmy Van Alen (homonymie) et Van Alen.
James Henry Van Alen II (ou Jimmy Van Alen), né le 19 septembre 1902 à Newport, Rhode Island, États-Unis, mort le 3 juillet 1991 également à Newport, est connu pour être le fondateur du International Tennis Hall of Fame, le plus grand musée de tennis au monde.

## Biographie
Poète, musicien, éditeur militant et conteur né et décédé à Newport, Rhode Island, Jimmy Van Alen a atteint une grande notoriété dans le tennis. Ses principaux legs sont l'invention du premier jeu décisif et la fondation de l'International Tennis Hall of Fame au Casino de Newport, qu'il donna à la Fédération de tennis des États-Unis en 1954, le sauvant de la construction d'un parking. Il est décédé après s'être cogné la tête lors d'une chute à son domicile. Ce jour-là, dans une demi-finale de Wimbledon, Stefan Edberg s'inclinait face à Michael Stich 4-6, 7-65, 7-65, 7-62, donc sans perdre son service. Plus tard, après avoir appris la mort de Van Alen, Edberg déclara: « S'il n'avait pas vécu, Michael et moi serions peut-être encore en train de jouer là-bas ».

## Contributions
- Président du Newport Casino 1952,
- Président/Fondateur du National Hall of Fame,
- Inventeur du premier tie-break
- Inventeur du VASSS (Van Alen Streamlined Scoring System),
- Champion en simple et en double du National Court Tennis.